# Jason Wiles
Jason Austin Wiles (* 25. duben 1970, Kansas City, USA) je americký herec.

## Počátky
Wiles se narodil v Missouri, konkrétně v Kansas City, vyrůstal však ve městě Lenexa v Kansasu. Studoval na katolické škole a pracoval ve sportovně-odpočinkovém areálu, kde měl blízko k americkému fotbalu.

## Kariéra
Poprvé se Wiles před kamerou objevil v roce 1991, a to konkrétně v televizním snímku Jednou se vrátí. Ačkoliv se objevil v několika celovečerních snímcích, jedná se o herce známého především ze seriálového prostředí. Objevil se ve 32 epizodách seriálu Beverly Hills 90210, vidět jsme jej mohli i v seriálech jako To Have & To Hold nebo Město ztracených. Největší úspěch a slávu mu však přinesla role strážníka Maurice Boscorelliho v seriálu Třetí hlídka. K nejznámějším a nejúspěšnějším snímkům, ve kterých se dále objevil, patří filmy Kicking and Screaming nebo Zodiac.
Malou roli dostal také ve videoklipu k písni Always kapely Bon Jovi.

## Filmografie

### Filmy
- 1995 - Rychlejší než vítr, Holé lebky, Kicking and Screaming, Angel's Tide
- 1997 - Mejdan v kuchyni
- 1999 - Matters of Consequence
- 2005 - Heart of the Beholder
- 2007 - Zodiac
- 2009 - Otčím
- 2012 - MoniKa
- 2013 - The Jogger

### Televizní filmy
- 1991 - Jednou se vrátí
- 1994 - Rychlá kola
- 1997 - The Underworld, Out of Nowhere
- 2004 - Open House
- 2005 - The Commuters
- 2006 - A House Divided
- 2008 - Organizm
- 2010 - Boston's Finest

### Televizní seriály
- 1993 - CBS Schoolbreak Special
- 1994 - Rebel Highway
- 1995-1996 - Beverly Hills 90210
- 1998 - To Have & To Hold
- 1999-2005 - Třetí hlídka
- 2002 - Pohotovost
- 2005 - První prezidentka
- 2006 - Six Degrees, Myšlenky zločince
- 2007 - Army Wives
- 2008 - In Plain Sight
- 2010 - Myšlenky zločince, Město ztracených
- 2011 - No Ordinary Family, Castle na zabití, Kriminálka New York
- 2013 - The Bridge